# Cottenham
Pour les articles homonymes, voir Cottenham.
Cottenham est une ville d'Angleterre dans le Cambridgeshire.  En 2011 la population de la ville était 6 095. 

## Personnalités liées
- Adam Drury (1978-), footballeur, y est né ;
- Philip Grierson  (1910-2006), historien britannique, spécialiste du Moyen Âge et, surtout, de l'histoire de la monnaie ou numismatique, y est mort ;
- Charles Pepys 1er comte de Cottenham, (1781-1851), descend de John Pepys, de Cottenham, élevé à la pairie avec le titre de baron Cottenham en janvier 1836 ;
- Thomas Tenison (1636–1715), ecclésiastique britannique, successivement évêque de Lincoln, puis le quatre-vingt-unième archevêque de Cantorbéry, y est né.